# Bädda säck
Att bädda säck är en typ av practical joke där man bäddar en säng med ett överlakan som är vikt på mitten, så att det även sitter på underlakanets plats. Sängen ser ut att vara korrekt bäddad, men är omöjlig att sova i. På senare tid har överlakan allt mer ersatts med påslakan, vilket kan ha föranlett minskad förekomst och kännedom om att bädda säck.
På engelska kallas det short sheeting, wallet bed eller i Storbritannien apple-pie bed.